# Ballana seca
Ballana seca är en insektsart som beskrevs av Delong 1937. Ballana seca ingår i släktet Ballana och familjen dvärgstritar. Inga underarter finns listade i Catalogue of Life.